# 中居武蔵
中居 武蔵（なかい むさし、1986年7月17日 - ）は、青森県八戸市出身のアイスホッケー選手。ポジションはフォワード。八戸第一中学校卒業。
2007-2008シーズンよりアジアリーグアイスホッケーの日光神戸アイスバックスにトライアウト入団。アジアリーグアイスホッケー2012-2013シーズンまで所属。